# Carl Bertschinger
Carl Bertschinger (* 16. Juni 1881 in Pfäffikon; † 4. März 1960 ebenda, reformiert, heimatberechtigt in Pfäffikon) war ein Schweizer Politiker (FDP/BGB).

## Biografie
Carl Bertschinger wurde am 16. Juni 1881 in Pfäffikon als Sohn des Landwirts Heinrich Bertschinger geboren. Nach dem Besuch der Industrieschule Winterthur absolvierte er ein Studium der Agronomie am Eidgenössischen Polytechnikum in Zürich.
In der Folge leitete Bertschinger, er war Gutsbesitzer in Oberwil, einer Ortschaft der Gemeinde Pfäffikon, zwischen 1910 und 1950 die Gutswirtschaft der Firma Maggi in Kemptthal. Daneben diente er in der Schweizer Armee in der Position eines Obersten der Kavallerie. 1941 wurde ihm die Ehrendoktorwürde der Eidgenössischen Technischen Hochschule Zürich zuteil.
Carl Bertschinger heiratete im Jahr 1924 Marie, die Tochter des Pfäffiker Landwirts und Wirts Zur Krone Jakob Wyss. Er verstarb am 4. März 1960 in seinem 79. Lebensjahr in Pfäffikon.

## Politischer Werdegang
Carl Bertschinger begann seine politische Karriere als Gemeinderat in Pfäffikon. 1913 wurde er in den Zürcher Kantonsrat gewählt, dem er bis 1921 angehörte. Darüber hinaus vertrat er nach den Parlamentswahlen 1917 bis 1935 zunächst die Freisinnig-Demokratische Partei, nach seinem Wechsel die Bauern-, Gewerbe- und Bürgerpartei (BGB) im Nationalrat.
Zudem fungierte Bertschinger ab 1919 als Vorstandsmitglied des Landwirtschaftlichen Vereins Zürich, dem er 1939 als Präsident vorstand, sowie von 1940 bis 1953 des Schweizerischen Bauernverbands. Ferner präsidierte er den Zürcher Braunviehzuchtverband und die Gesellschaft schweizerischer Landwirte.
Carl Bertschinger, er trat als Förderer von landwirtschaftlichen Ausbildungsstätten hervor, übte eine vermittelnde Rolle zwischen Wissenschaft und landwirtschaftlicher Praxis aus.